# Højbro Plads
Højbro Plads är ett torg i Indre By i Köpenhamn i Danmark. Det etablerades efter Köpenhamns brand 1795, då husen mellan Færgestræde och Højbrostræde röjdes för att åstadkomma en öppen plats, som kunde tjänstgöra som en brandgata.
Detta område, och Adelgade, blev i början av 1800-talet centra för kriminalitet och häleri, och nuvarande Høybro Plads kallades "Tyvetorvet". Regeringen inrättade på 1810-talet en särskild väktarkår med skarpladdade vapen för att skapa lugn.
Torget namngavs 1827 och har namn efter bron Højbro, som leder över till Slotsholmen. Flertalet hus vid torget är uppförda i nyklassicistisk stil efter branden.
Vid slutet av 1800-talet blev Højbro Plads ett marknadstorg för handel med grönsaker och blommor. Biskop Absalons ryttarstaty av Vilhelm Bissen restes 1902 på torget. 

## Bilder

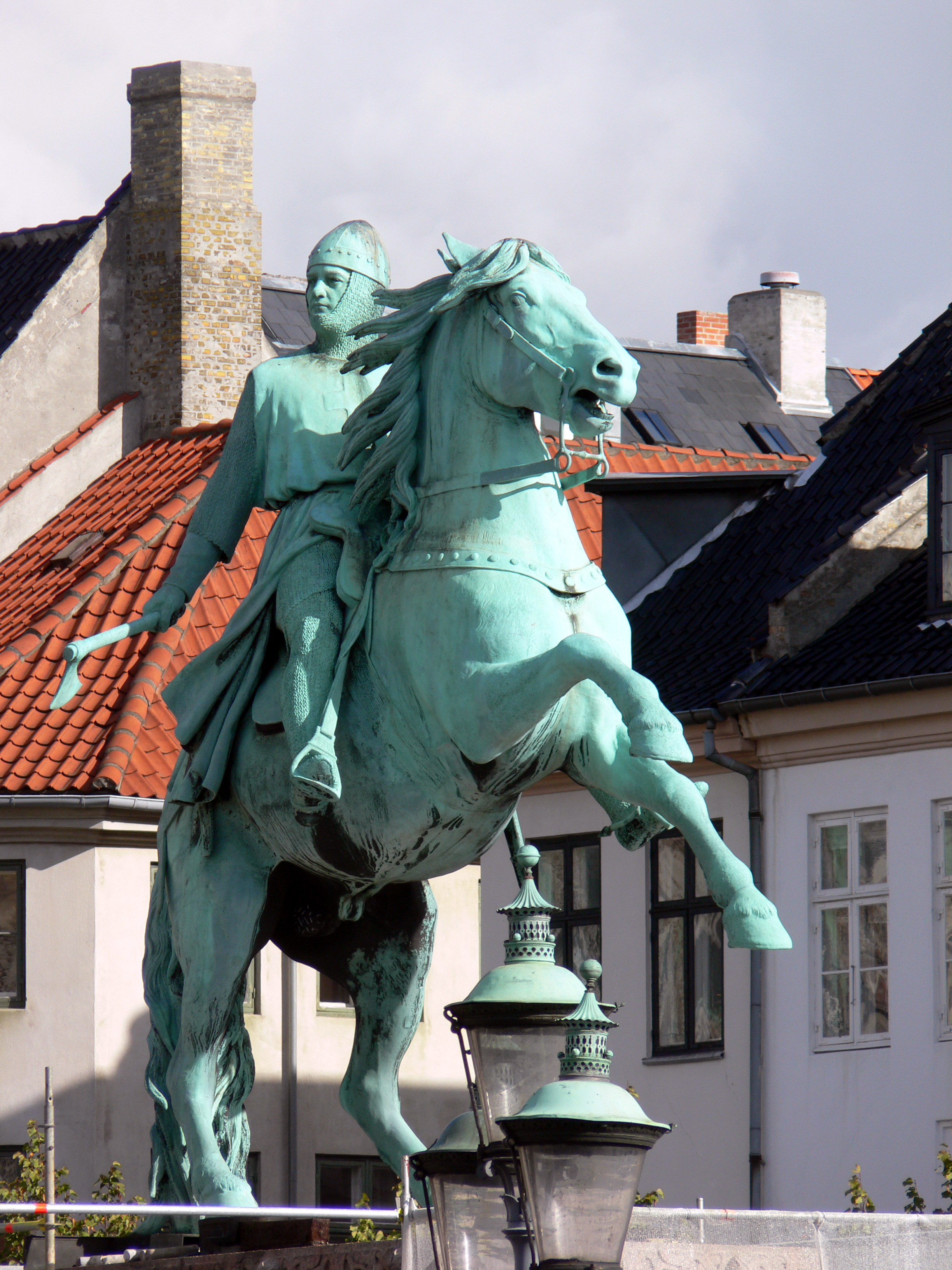
Biskop Absalons ryttarstaty.
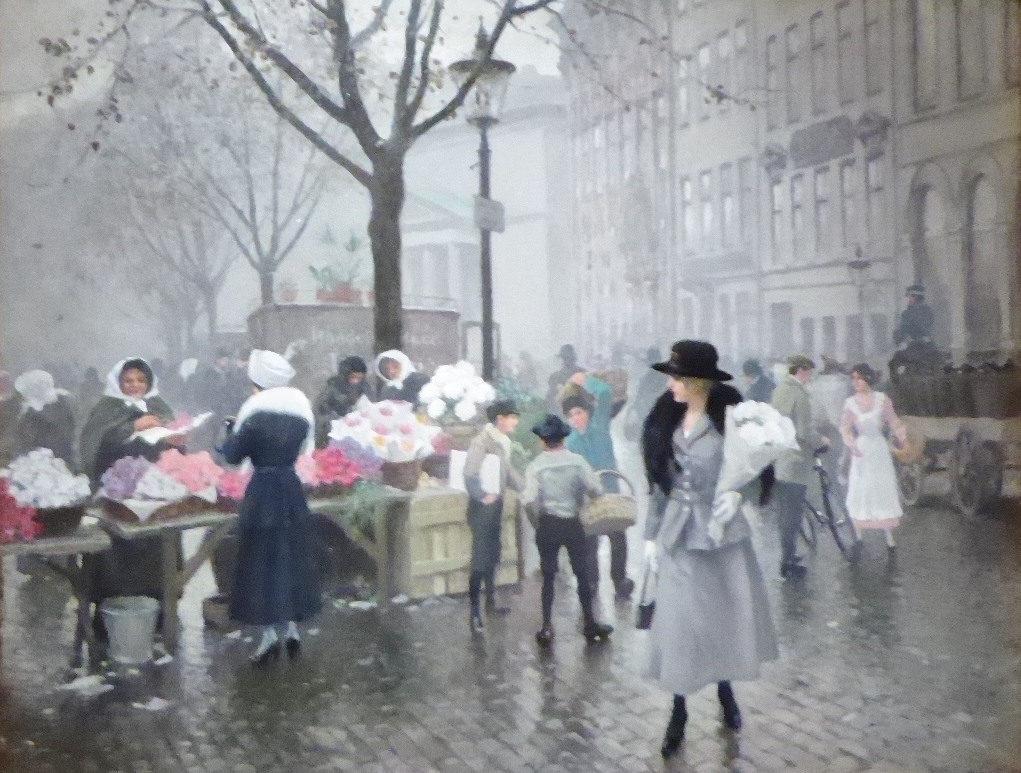
Blomstermarked på Højbro Plads, målning av Paul Fischer.
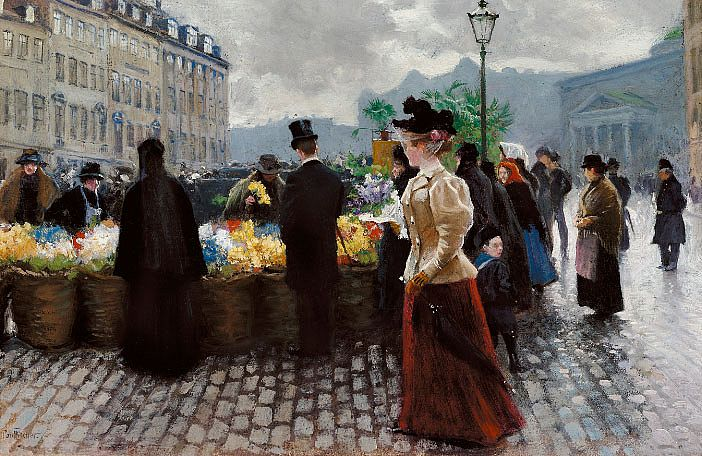
En elegant herre køber blomster på Højbro Plads, målning av Paul Fischer, omkring 1900.
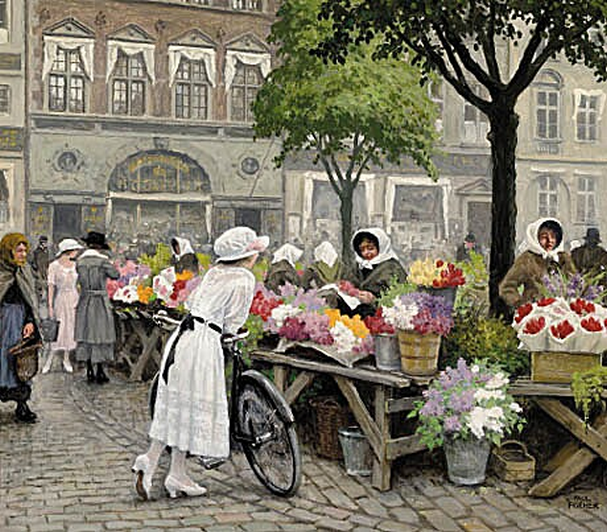
En pige med cykel køber sommerblomster på Højbro Plads, målning av Paul Fischer, omkring 1900.
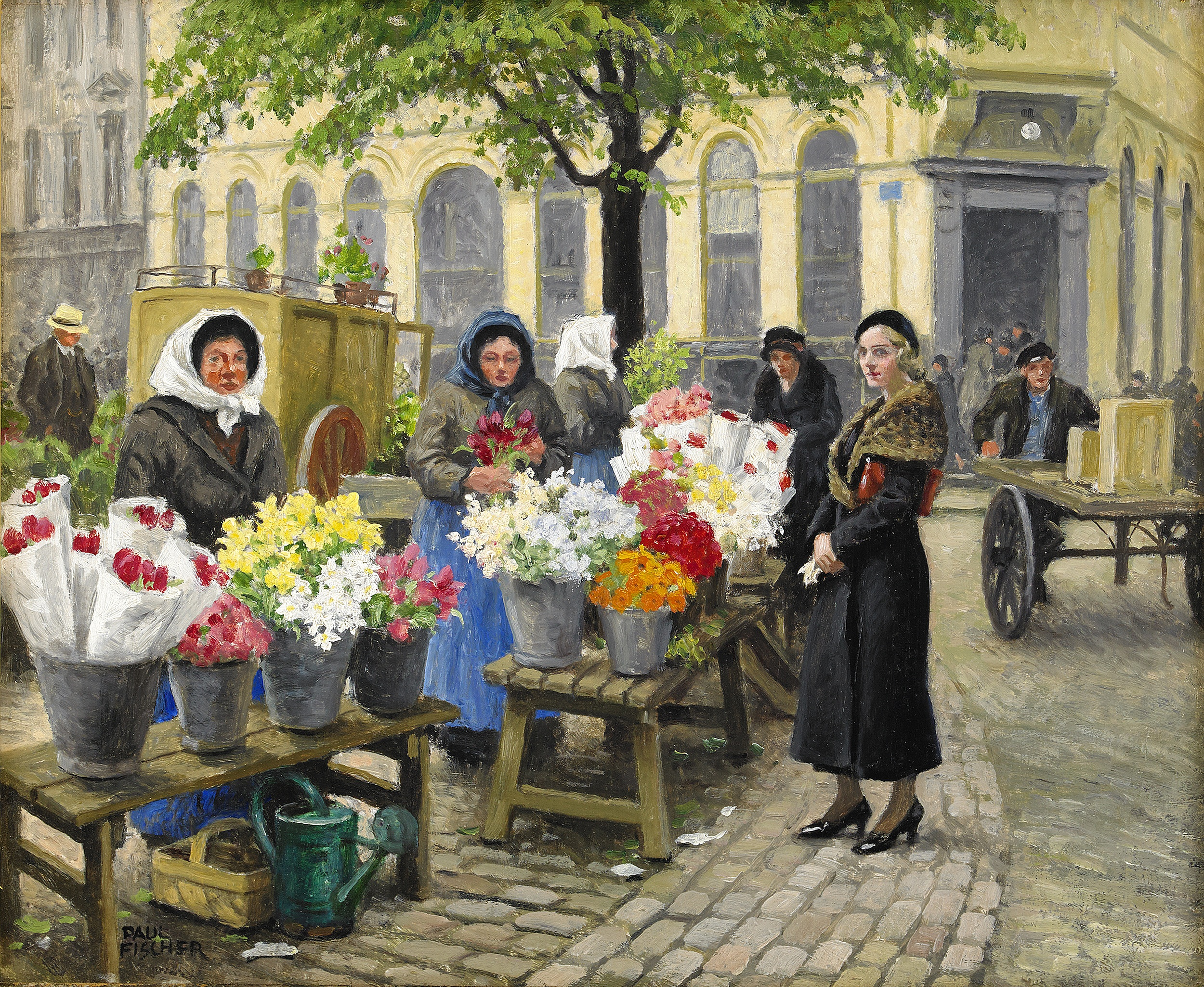
Blomstermarked på Højbro Plads,  målning av Paul Fischer, mellan 1900 och 1934.
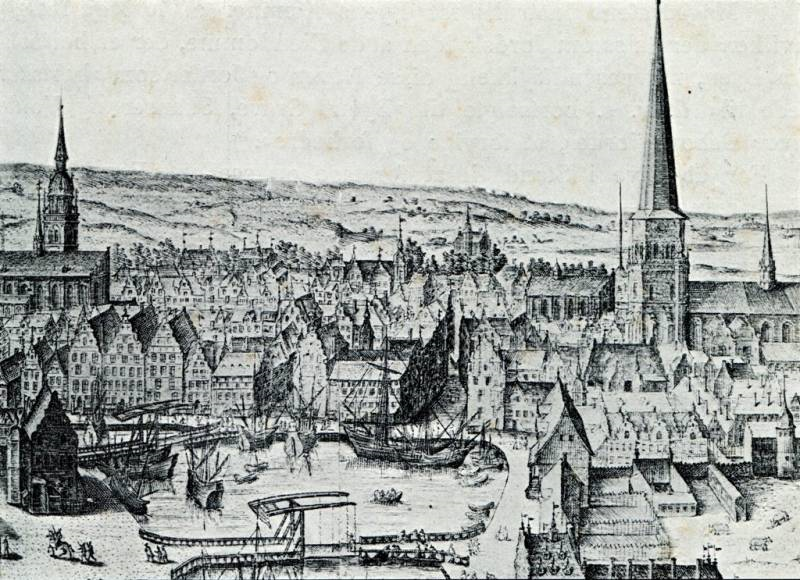
Højbro före stadsbränderna, 1611.
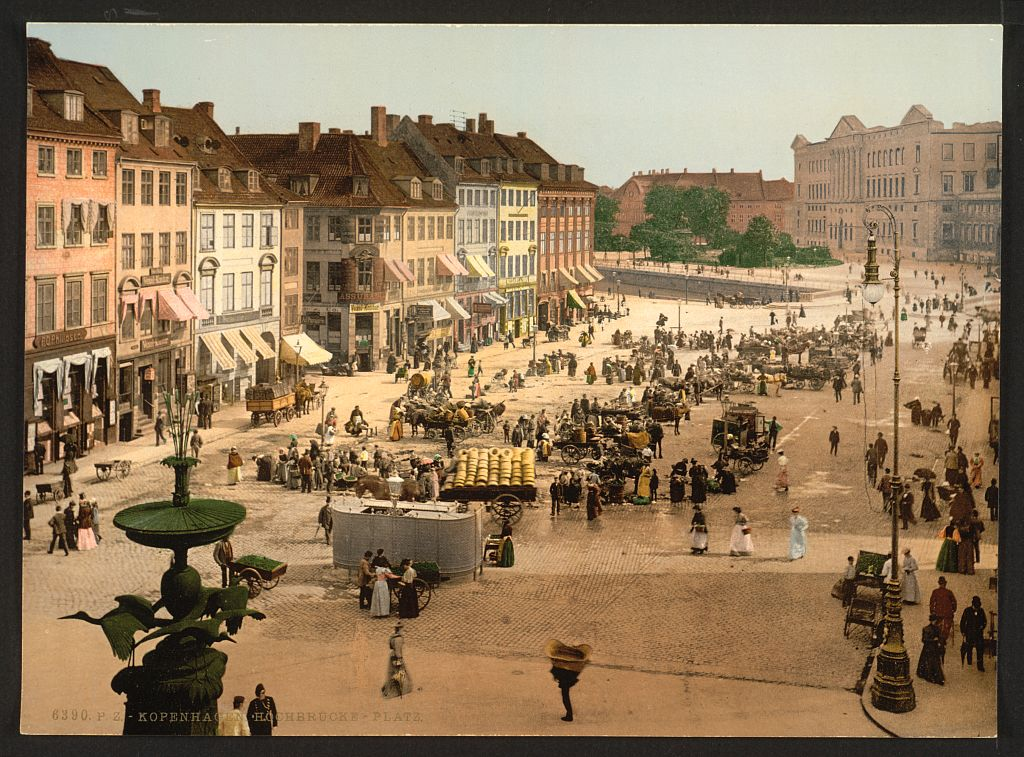
Højbro Plads, 1890.
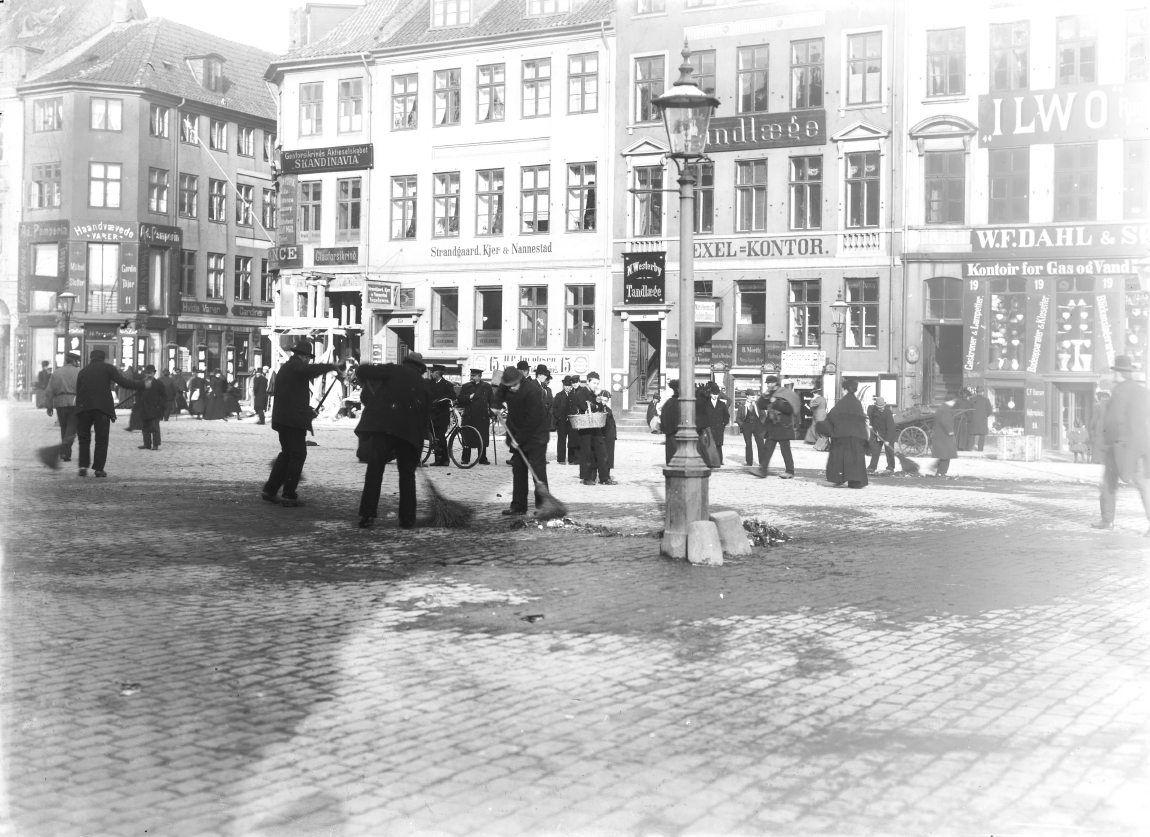
Højbro Plads, okänt årtal.
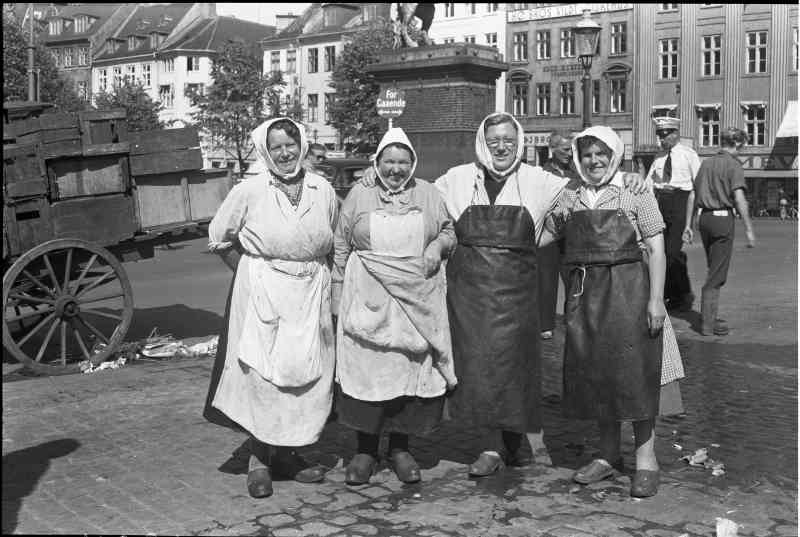
Fiskförsäljare, okänt årtal.